# オスカル・バレンティン・マルティン
オスカル・バレンティン・マルティン・ルエンゴ（Óscar Valentín Martín Luengo、1994年8月20日 - ）は、スペイン・アホフリン出身のサッカー選手。ラージョ・バジェカーノ所属。ポジションはMF。